# 张传林
张传林（1952年—），男，汉族，山东日照人，中华人民共和国政治人物。曾任山东省计生委主任，中共枣庄市委书记，中共潍坊市委书记，省长助理，山东省政协副主席、省委统战部部长，第十一届全国政协委员

## 生平
2008年，当选第十一届全国政协委员，代表特别邀请人士，分入第五十七组。